# کرم‌سنگه، اسلام‌آباد
کرم‌سنگه (به انگلیسی: Karam Singh) یک شهر در پاکستان است که در اسلام‌آباد واقع شده‌است. کرم‌سنگه ۴۲٬۶۷۵ نفر جمعیت دارد و ۶۰۵ متر بالاتر از سطح دریا واقع شده‌است.